# Pawłów (gemeente)
De gemeente Pawłów is een landgemeente in het Poolse woiwodschap Święty Krzyż, in powiat Starachowicki.
De zetel van de gemeente is in Pawłów.
Op 30 juni 2004 telde de gemeente 15 098 inwoners.

## Oppervlakte gegevens
In 2002 bedroeg de totale oppervlakte van gemeente Pawłów 137,39 km², waarvan:
- agrarisch gebied: 77%
- bossen: 17%

De gemeente beslaat 26,26% van de totale oppervlakte van de powiat.

## Demografie
Stand op 30 juni 2004:
| Omschrijving                   | Totaal | Totaal | Vrouwen | Vrouwen | Mannen | Mannen |
| ------------------------------ | ------ | ------ | ------- | ------- | ------ | ------ |
| eenheid                        | aantal | %      | aantal  | %       | aantal | %      |
| inwoners                       | 15 098 | 100    | 7505    | 49,7    | 7593   | 50,3   |
| bevolkingsdichtheid (inw./km²) | 109,9  | 109,9  | 54,6    | 54,6    | 55,3   | 55,3   |

In 2002 bedroeg het gemiddelde inkomen per inwoner 1357,34 zł.

## Administratieve plaatsen (sołectwo)
Ambrożów, Bronkowice, Brzezie, Bukówka-Zbrza, Chybice, Dąbrowa, Godów, Grabków, Jadowniki, Kałków, Krajków, Łomno, Modrzewie, Nieczulice, Nowy Bostów, Pawłów, Pokrzywnica, Radkówice, Radkowice-Kolonia, Rzepinek, Rzepin Drugi, Rzepin Pierwszy, Rzepin-Kolonia, Stary Bostów, Stary Jawor, Szeligi, Szerzawy, Świętomarz, Świślina, Tarczek.

## Aangrenzende gemeenten
Bodzentyn, Brody, Kunów, Nowa Słupia, Starachowice, Waśniów, Wąchock